# Giuseppe Martelli (Architekt)

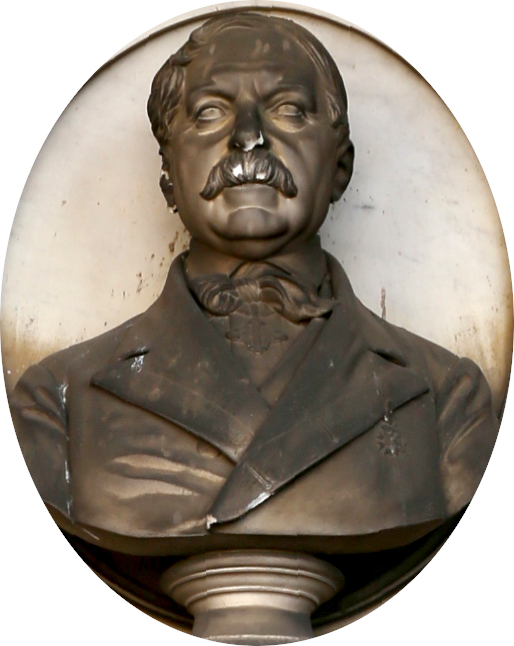
Giuseppe Martelli

Giuseppe Martelli (* 15. Januar 1792 in Florenz; † 30. März 1876 ebendort) war ein italienischer Architekt.

## Leben
Der Sohn von Lorenzo Martelli, einem Ingenieur der florentinischen Krankenhäuser, studierte an der Accademia di belle arti, wo er mit Gaspare Paoletti und Giuseppe Cacialli in Kontakt kam. Er war Mitarbeiter von Luigi de Cambray Digny, der ihm die Leitung zahlreicher Projekte anvertraute, darunter das Teatro Metastasio in Prato, die Loggia Reale in Florenz und die Kirche Santa Maria Assunta in Montecatini Terme. Seine ersten Projekte (die Gefängnisse und ein Tempel mit starken neuägyptischen Stilelementen) spiegeln den Einfluss von Cambray Digny und der Revolutionsarchitektur wider, von der sich Martelli nach und nach entfernen sollte.
Er unternahm mehrere Reisen ins Ausland und erwarb in Paris an der École polytechnique Diplome in Darstellender Geometrie, Mechanik, Hydraulik und Militärarchitektur.
1817 trat er in das Büro der Königlichen Werkstätten unter Cambray Digny mit der Aufgabe ein, den Bau öffentlicher Gebäude zu leiten und der Verwaltung der Staatsdenkmäler. Von 1828 bis 1849 bekleidete er das Amt des „Architekten“, 1860 wurde er „Unterdirektor“ der Abteilung Fabriche der Generaldirektion der Wasser- und Straßenbauten und der staatlichen Zivilbetriebe.
Zu seinen ersten Aufträgen gehörte die erste Gestaltung des Gartens der Villa Puccini di Scornio in Pistoia, wo er den Pythagoreischen Tempel entwarf. Etwa zehn Jahre lang, ab 1822, war er mit dem Umbau des ehemaligen Klosters Santissima Concezione in der Via della Scala in ein Mädcheninternat beschäftigt. Im Auftrag von Cambray Digny entwarf er einen Brunnen auf dem Platz vor der Collegiata di Sant’Andrea in Empoli mit Skulpturen von Luigi Pampaloni. Es folgten Arbeiten an der Villa Poggio Imperiale, den Boboli-Gärten und Restaurierungsarbeiten in verschiedenen Gebieten des Großherzogtums Toskana. Martelli war an der Planung der Leopolda-Eisenbahn zwischen Florenz und Livorno beteiligt.

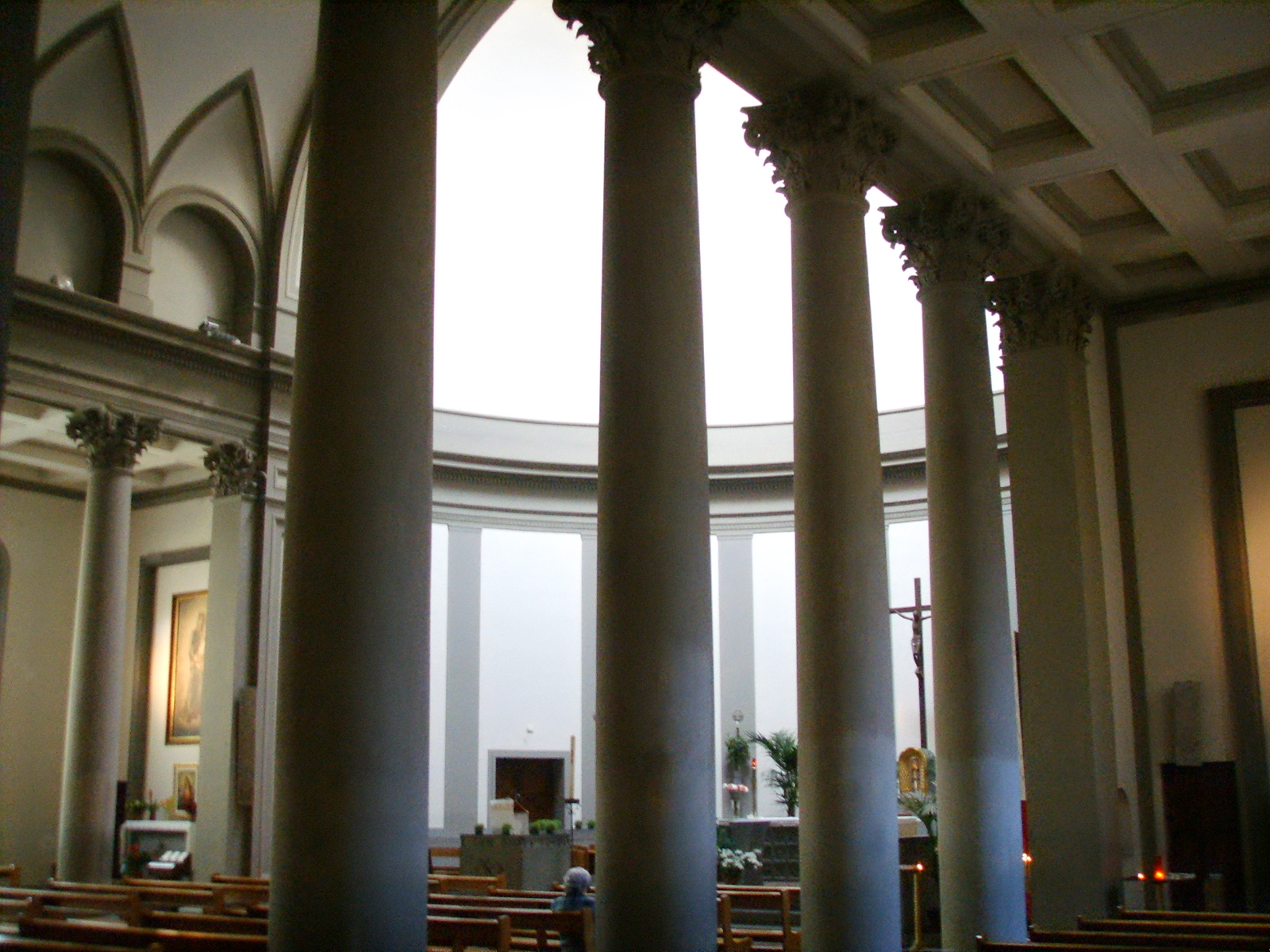
Innenraum der Kirche Nostra Signora del Sacro Cuore, Firenze

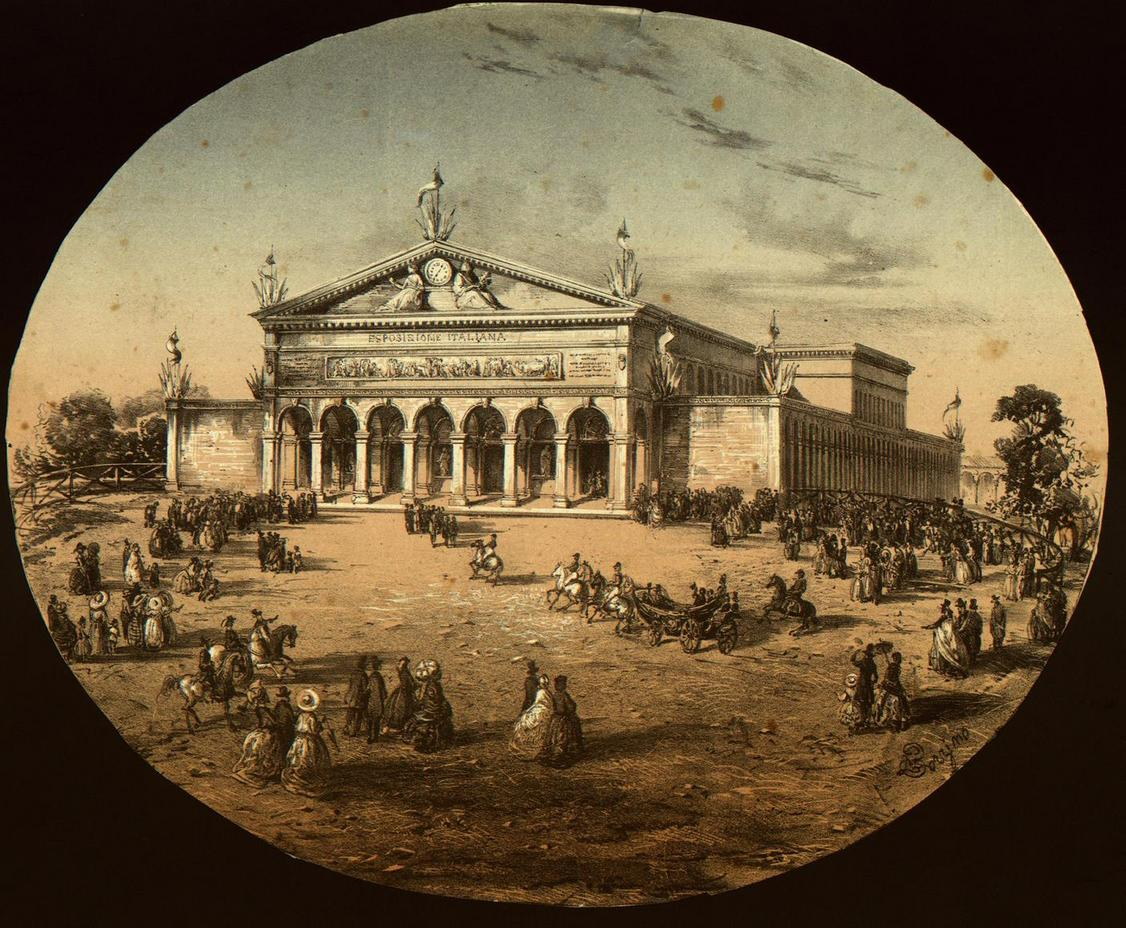
Die Leopolda wird für die Esposizione Nazionale von 1861 umgestaltet

Er arbeitete an der Renovierung mehrerer alter florentinischer Gebäude, darunter Palazzo Fenzi (Gesimse und Innenausstattung) und die Umwandlung von Palazzo Bartolini Salimbeni-Lenzoni in ein Hotel. Als Vizepräsident der Denkmalschutzkommission leitete er zwischen 1861 und 1866 die Restaurierung und Umgestaltung der wichtigsten Gebäude in Florenz. Er arbeitete an der Medici-Kapelle (Segmente der Kuppel und Restaurierung der Außenfassade), am Ospedale di Santa Maria Nuova, erweiterte das Naturhistorische Museum und entwarf die Tribuna di Galileo im neoklassizistischen  Stil (1841). Martelli restaurierte den Palazzo Vecchio, indem er die Fundamente des Turms von Arnolfo festigte, die Fassaden restaurierte und den Senatssaal (1848) errichtete, den Palazzo Medici Riccardi (1837–41), den Palazzo della Crocetta, die Villa Medici von Castello (1834–37) und die Villa La Petraia (1837). Die Kirche Nostra Signora del Sacro Cuore (1863) wurde von ihm im klassizistischen Stil umgebaut. Im Jahr 1861 wurde er mit der Gestaltung der Räumlichkeiten der Ersten Nationalen Ausstellung in der Stazione Leopolda beauftragt, in denen sich Elemente der Neorenaissance wiederfinden.
Zu den nicht realisierten Projekten gehören der Palazzo Pretorio in Pisa (der dem Entwurf von Alessandro Gherardesca vorgezogen wurde) und der neue Markt in Livorno. Im Laufe seiner Karriere erhielt er zahlreiche Auszeichnungen und war Autor zahlreicher Veröffentlichungen.
Er wurde auf dem Friedhof Pinti della Misericordia in Florenz begraben. Bei seinem Tod vermachte er der Bibliothek der Accademia Fiorentina etwa 800 Bände.